# Hier irrt Goethe!
Hier irrt Goethe! ist ein Theaterstück mit Musik des Studentenkabaretts Die Nachrichter zum Goethe-Jahr 1932. Es ebnete seinen Autoren den Weg ins professionelle Kabarett. Die Uraufführung am 31. Januar 1932 fand noch im Münchener Studentenhaus statt.
Der Text der dreiaktigen Operettenparodie wurde von Helmut Käutner, Bobby Todd und Kurd E. Heyne gemeinsam verfasst. Die Musik stammte von Bobby Todd und Kurd E. Heyne.

## Entstehung
Das Stück entstand als eines der Faschingsstück der Universität München, die traditionell von Studenten geschrieben und gespielt wurden. Die Themenwahl lag im Goethe-Jahr 1932 begründet (100. Todestag des Dichters). Heyne berichtet später, 1932 habe es ein ans Absurde grenzendes Goethe-„Merchandising“ gegeben.
Der Titel geht auf ein gleichlautendes geflügeltes Wort zurück: „Hier irrt Goethe“.

## Personal der Uraufführung
Bei der Inszenierung der Erstaufführung malte das Bühnenbild Helmut Käutner, Regie führte Bobby Todd. Neben den Nachrichtern wirkten als Mimen Ernst Kammerer, Ilse Gotthelf, Gundel Thormann und Willy Duvoisin an der Aufführung mit, die allesamt später relevante Personen der Zeitgeschichte wurden.

## Aufführungsgeschichte
Nach der Premiere am Studentenhaus übernahm Otto Falckenberg das Stück an die Münchner Kammerspiele, wo es mehrere Nächte vor ausverkauftem Hause gespielt wurde. Weitere Vorstellungen folgten am Volkstheater. Nach einem Ruf nach Berlin durch Ernst Josef Aufricht an das Renaissance-Theater und einer begeisterten Rezension Alfred Kerrs fanden dort und schließlich in ganz Deutschland zahlreiche weitere ausverkaufte Aufführungen statt. Insgesamt wird von rund 350 Vorstellungen gesprochen.

## Kritiken
Viktor Wittner von Der Querschnitt sah eine „Erneuerung des Kabaretts aus dem Geist des Seminars“. Alfred Kerr endete seine Rezension der Berliner Erstaufführung am 8. April 1932: „Man brüllt! Hier wird der Ulk zum Ventil für die Goethe-Feier, zugleich ein Spaß auf die Operette und schließlich auf die gesamte Theaterei. Ihr sollt gesegnet sein!“

## Sonstiges
Obwohl nach Hier irrt Goethe! die Gruppe einen Exklusivvertrag mit einer Schallplattenfirma erhielt, scheinen von dem Stück im Gegensatz zu allen folgenden Nachrichter-Programmen keine Tonaufnahmen zu existieren.

## Quelle
- Kurd Erich Heyne: Gib her den Speer, Penelope! Erinnerungen an die Nachrichter. Langspielplatte. Telefunken (TSC 13433), Hamburg 1965